# سامسونگ گلکسی آ۳۰ اس
سامسونگ گلکسی آ۳۰ اس (به انگلیسی: Samsung Galaxy A30s) یک تلفن هوشمند مبتنی بر اندروید است که توسط سامسونگ الکترونیکس تولید شده‌است. این گوشی از دوربین عقب سه‌گانه با دوربین اصلی ۲۵ مگاپیکسلی، نمایشگر ۶٫۴ اینچی سوپر امولد اینفینیتی-وی با وضوح اچ‌دی+ و باتری غیرقابل تعویض لیتیوم پلیمری با ظرفیت ۴۰۰۰ میلی‌آمپر ساعت بهره می‌برد. آ۳۰ اس با سیستم‌عامل اندروید پای عرضه شد و قابلیت ارتقا به اندروید ۱۱ را نیز دارد.